# Putain de camion (album)
Pour les articles homonymes, voir Putain de camion.
Albums de Renaud
Mistral gagnant
(1985) Visage pâle rencontrer public
(1989)
Putain de camion est le 8e album studio de Renaud, sorti en 1988.
L'album et la chanson titre sont dédiés aux enfants de son ami Coluche, mort deux ans plus tôt, en juin 1986, en percutant un camion à moto, et à sa fille Lolita dont l'humoriste était le parrain. La couverture affiche sobrement un bouquet de coquelicots (les fleurs préférées de Coluche) sur un fond noir.

## Liste des titres
| 1.  | Jonathan (dédiée à Johnny Clegg) | Luc Bertin        | 5:00 |
| 2.  | Il pleut                         | Renaud            | 2:56 |
| 3.  | La Mère à Titi                   | Franck Langolff   | 5:10 |
| 4.  | Triviale poursuite               | Franck Langolff   | 6:16 |
| 5.  | Me jette pas                     | Renaud            | 4:42 |
| 6.  | Rouge-gorge (•)                  | Renaud            | 2:10 |
| 7.  | Allongés sous les vagues         | Renaud            | 4:01 |
| 8.  | Cent ans                         | Pierre-Jean Gidon | 2:54 |
| 9.  | Socialiste                       | Renaud            | 3:40 |
| 10. | Petite                           | Franck Langolff   | 4:42 |
| 11. | Chanson dégueulasse              | Jean-Louis Roques | 4:57 |
| 12. | Putain de camion                 | Franck Langolff   | 5:02 |

(•): dédié au Paris de Robert Doisneau.

## Singles
1. Jonathan
2. La Mère à Titi
3. Me jette pas
4. Allongés sous les vagues

## Crédits de l'album
- Arrangements et réalisation : Franck Langolff, Jean-Philippe Goude, Philippe Osman, Bertrand Chatenet et Renaud.
- Ingénieurs : Julian Stoll, Claude Le Louarn
- Mixage : Julian Stoll, Claude Le Louarn, Emmanuel Guiot et Serge Pauchard
- Basse : Philippe Osman, Bernard Paganotti
- Batterie : Claude Salmiéri, Amaury Blanchard
- Guitares : Jean-Pierre Alarcen, Franck Langolff, Philippe Osman, François Ovide
- Piano, synthés : Philippe Osman, Hervé Lavandier, Jean-Philippe Goude
- Chœurs zoulous : Patrick Sefolosha, Tefo Hlaele
- Accordéon : Jean-Louis Roques
- Chœurs : Luc Bertin, Alain Labacci, Philippe Osman, Franck Langolff, Renaud
- Prog. : Philippe Osman
- Percussions : Marc Chantereau
- Saxophone : Pierre-Jean Gidon
- Fender : Hervé Lavandier
- Cordes : France Dubois, Christophe Guiot, "Papy" Llinares, Hubert Varon, Jean-Philippe Audin
- Régie des cordes : Claude Dubois

## Certification
| Pays          | Certification | Équivalence/Ventes |
| ------------- | ------------- | ------------------ |
| France (SNEP) | 2x Platine    | 600,000            |